# Alida Ferrarini
Alida Ferrarini (Villafranca di Verona, 9 de juliol de 1946 – Verona, 26 de juny de 2013) fou una soprano operística italiana.

## Biografia
Va estudiar al Conservatori Evaristo Felice Dall'Abaco de Verona, amb el professor Enzo Cecchetelli.
Després d'un inicial parèntesi com cantant de música lleugera, el 1974 va guanyar el Concurs Internacional Toti Dal Monte de Treviso, debutant el 15 d'octubre de 1974 al Teatro Donizetti de Bèrgam en el rol de Mimì de La Bohème de Giacomo Puccini.
Va debutar el l'Arena de Verona el 1975, en el paper de Frasquita de l'òpera Carmen de Georges Bizet, i el 1976 interpretà per primera vegada el paper de Xènia, de l'òpera Borís Godunov de Modest Mússorgski. Al Festival de Verrona va interpretar Micaëla de Carmen el 1980, Gilda de Rigoletto de Giuseppe Verdi el 1981, Liù de Turandot de Puccini el 1988, Mimì de La Bohème el 1994 i Oscar de Un ballo in maschera de Verdi el 1998.
Al Teatro Filarmonico de Verona va interpretar el 1977 per primera vegada el paper de Gilda de Rigoletto, el 1978 va cantar el de Norina de Don Pasquale de Gaetano Donizetti, el 1981 el d'Adina de L'elisir d'amore de Donizetti i el 1997 el de Lauretta de Gianni Schicchi de Puccini.
Va triomfar el febrer de 1979 al Teatro alla Scala de Milà en el paper d'Adina de L'elisir d'amore al costat del tenor Luciano Pavarotti i del baríton Leo Nucci, en una substitució per malaltia de la soprano Mirella Freni. L'abril següent va fer de Carolina en la primera representació de la temporada d'Il matrimonio segreto de Domenico Cimarosa amb el baix còmic Enzo Dara i el tenor Luigi Alva, a la Petita Scala. El 7 de desembre feia de Xènia de Borís Godunov de Modest Mússorsgki en la representació que obria la temporada d'òpera, amb el baix Nicolai Ghiaurov, Lucia Valentini Terrani i Fedora Barbieri, sota la direcció de Claudio Abbado. El gener 1980, també a La Scala, va interpretar per primer cop el rol de Sophie de Werther de Jules Massenet, amb Alfredo Kraus sora la direcció de Georges Prêtre. L'any 1984 va cantar el rol de Micaëla de Carmen a la inauguració de la temporada, dirigida per Claudio Abbado i al costat de Shirley Verrett i Plácido Domingo, una representació transmesa en directe per la Rai 1.
L'octubre de 1980 va debutar al Wiener Staatsoper (Òpera de l'Estat de Viena) com a Norina en Don Pasquale, amb Fernando Corena. En desembre va fer el paper d'Oscar de Un ballo in maschera i el de Gilda de Rigoletto, ambdues de Verdi, el 1984 el d'Adina de L'elisir d'amore, amb Giuseppe Taddei, i el 1987 el de Nannetta de Falstaff de Verdi.
Va fer el de Micaëla a les Termes de Caracal·la (Roma) l'estiu de 1983 i el 1992 el de Liù de l'òpera Turandot.
Al Gran Teatre del Liceu de Barcelona actuà en la temporada 1983-1984, cantant el paper de Micaëla de l'òpera Carmen de Bizet. La temporada següent va participar al teatre de les representacions de l'òpera I Capuleti e i Montecchi de Bellini. L'any 1992 cantà al Liceu el paper d'Adina de L'elisir d'amore.
El 1984 va cantar el de Gilda de Rigoletto amb Sherrill Milnes al Royal Opera House de Londres i el d'Adina a l'Òpera de San Francisco.
El 1989 va cantar el paper d'Oscar en la reestrena al Teatre Regio de Parma de Un ballo in maschera, amb Maria Chiara i Leo Nucci.
Va cantar a Bilbao el 1991 el paper de Gilda de Rigoletto.
A l'Opéra National de París va actuar diverses vegades: l'any 1984 en Il matrimonio segreto, l'any 1986 en La Bohème i La fille du régiment de Donizetti, òpera que hi repetí l'any 1988, Rigoletto el 1988 i, per acabar, el 1994 va cantar el paper de Micaëla de Carmen.
El 2000, en el Teatre Comunal de Bolonya, fa fer el paper de Lei de La notte di un nevrastenico de Nino Rota i el de Lauretta en la reestrena de Gianni Schicchi.

## Repertori
| Repertori operístic      | Rol                         | Títol        | Compositor |
| Giulietta Capuleti       | I Capuleti e i Montecchi    | Bellini      |            |
| Amina                    | La sonnambula               | Bellini      |            |
| Leïla                    | Les Pêcheurs de perles      | Bizet        |            |
| Frasquita Micaela        | Carmen                      | Bizet        |            |
| Carolina                 | Il matrimonio segreto       | Cimarosa     |            |
| Adina                    | L'elisir d'amore            | Donizetti    |            |
| Lucia Ashton             | Lucia di Lammermoor         | Donizetti    |            |
| Marie                    | La figlia del reggimento    | Donizetti    |            |
| Inès                     | La Favorita                 | Donizetti    |            |
| Norina                   | Don Pasquale                | Donizetti    |            |
| Euridice                 | Orfeo ed Euridice           | Gluck        |            |
| Flaminia                 | Il mondo della luna         | Haydn        |            |
| Sophie                   | Werther                     | Massenet     |            |
| Damigella Virtù Drusilla | L'incoronazione di Poppea   | Monteverdi   |            |
| Zerlina                  | Don Giovanni                | Mozart       |            |
| Despina                  | Così fan tutte              | Mozart       |            |
| Ksenja                   | Boris Godunov               | Mússorgski   |            |
| Serpina                  | La serva padrona            | Pergolesi    |            |
| Principessa Ninetta      | L'amore delle tre melarance | Prokófiev    |            |
| Mimì Musetta             | La bohème                   | Puccini      |            |
| Lauretta                 | Gianni Schicchi             | Puccini      |            |
| Liù                      | Turandot                    | Puccini      |            |
| Lei                      | La notte di un nevrastenico | Rota         |            |
| Gilda                    | Rigoletto                   | Verdi        |            |
| Oscar                    | Un ballo in maschera        | Verdi        |            |
| Nannetta                 | Falstaff                    | Verdi        |            |
| Lucieta                  | I quatro rusteghi           | Wolf-Ferrari |            |
| Gnese                    | Il campiello                | Wolf-Ferrari |            |

## Discografia (selecció)
| Any  | Compositor        | Títol                              | Rol      | Cantants | Director          | Segell             |
| ---- | ----------------- | ---------------------------------- | -------- | --- | ----------------- | ------------------ |
| 1979 | Modest Mússorgski | Borís Godunov                      | Xènia    | Nicolai Ghiaurov, Lucia Valentini Terrani, Ruggero Raimondi, Philip Langridge, Fedora Barbieri                              | Claudio Abbado    | MYTO RECORDS       |
| 1987 | Giuseppe Verdi    | Falstaff                           | Nannetta | Sesto Bruscantini, Raina Kabàivanska, Bernd Weikl, Frank Lopardo, Raquel Pierotti, Marta Szirmay, Mario Luperi, Tullio Pane | Daniel Oren       | SERENISSIMA        |
| 1991 | Hermann Suter     | Le Laudi di San Francesco d'Assisi | Soprano  | Vesselina Kasarova, Eduardo Vila, Marcello Rosca                                                                            | András Ligeti     | MUSIKSZENE SCHWEIZ |
| 1991 | Giuseppe Verdi    | Rigoletto                          | Gilda    | Yordy Ramiro, Eduard Tumagian, Alzbeta Mitxàlkova, Jozef Spacek                                                             | Alexander Rahbari | NAXOS              |